# Трибигилд
Трибигилд (активен през 399 г.) e остготски пълководец (генерал), който се бунтува по времето на император Аркадий през края на IV век.
Той е генерал в остготската колония във Фригия и федерат на Източната Римска империя. През 399 г. започва бунт против Аркадий. Съюзява се с Гаинас, което води до смъкването на евнуха министър Евтропий.